# Полісульфіди
Полісульфіди — похідні багатосірчистого водню H2Sx, де х — від 2 до 9, наприклад Na2S2, K2S5, (ClCH2CH2)2S2, неорганічні полімери. Тверді речовини залежно від вмісту сірки від жовтого до коричнево-червоного кольору. Температура плавлення полісульфідів нижча, ніж у сульфідів.
Хімічно полісульфіди нестійкі. При взаємодії з кислотами розкладаються з виділенням сірки та H2S. Одержують полісульфіди сплавленням сульфідів (найчастіше), гідроксидів або карбонатів з сіркою.
Використовуються для видалення волосся з шкіри, у виробництва барвників, полісульфідних каучуків, в аналітичній хімії для розділення елементів.